# Hypogastrura intermedia
Hypogastrura intermedia  (лат.) — ископаемый вид скрыточелюстных членистоногих подкласса ногохвостки из семейства Hypogastruridae. Обнаружен в балтийском янтаре (типовая серия: Baltic Amber, Klebs collection, Россия). Эоцен (Lutetian terrestrial amber, более 40 млн лет). Таксоны Hypogastrura intermedia и Hypogastrura protoviatica включены в номинативный подрод Hypogastrura (Hypogastrura) Bourlet, 1839. Вид был впервые описан в 1926 году швейцарским энтомологом Эдуардом Хандшиным (Eduard Handschin; 1894—1962) вместе с Isotoma crassicornis и другими таксонами.